# Jim Bailey
James Randall Bailey (Kansas City, 9 giugno 1948) è un ex giocatore di football americano statunitense che ha militato nel ruolo di defensive tackle nella National Football League (NFL).

## Carriera
Bailey al college giocò a football all'Università del Kansas. Fu scelto nel corso del secondo giro (44º assoluto) del Draft NFL 1970 dai Baltimore Colts. Con essi nella sua stagione da rookie vinse il Super Bowl V per 16-13 contro i Dallas Cowboys. Rimase con i Colts fino al 1974, dopo di che passò un'unica stagione con i New York Jets. Chiuse la carriera disputando tre stagioni con gli Atlanta Falcons dal 1976 al 1978.

## Palmarès
- Super Bowl : 1

Baltimore Colts: V
- American Football Conference Championship: 1

Baltimore Colts: 1970